# 奥林匹克公园下沉花园
40°00′00″N 116°23′15″E / 40°N 116.3875°E

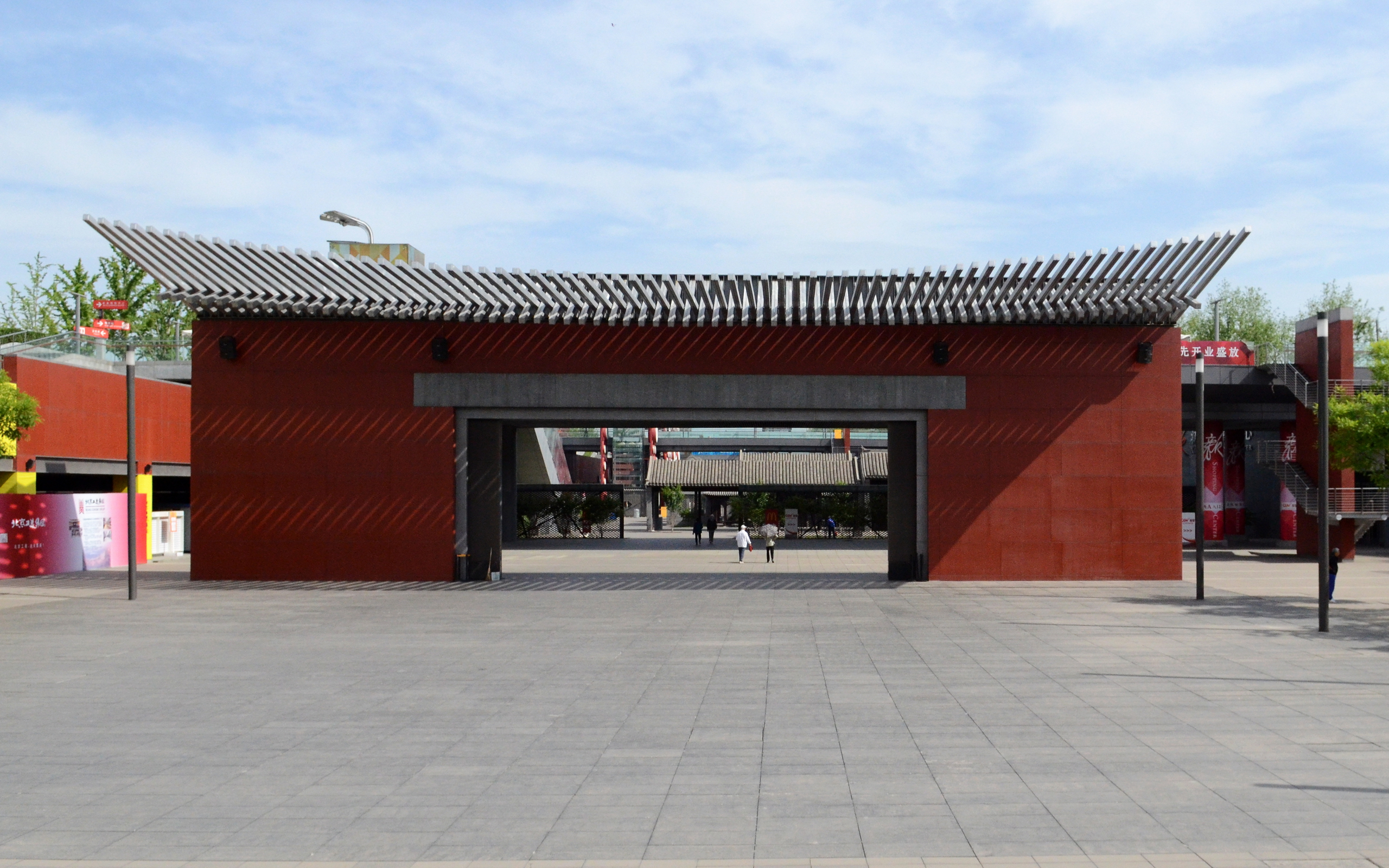
奥林匹克公园下沉花园1号院“御道宫门”

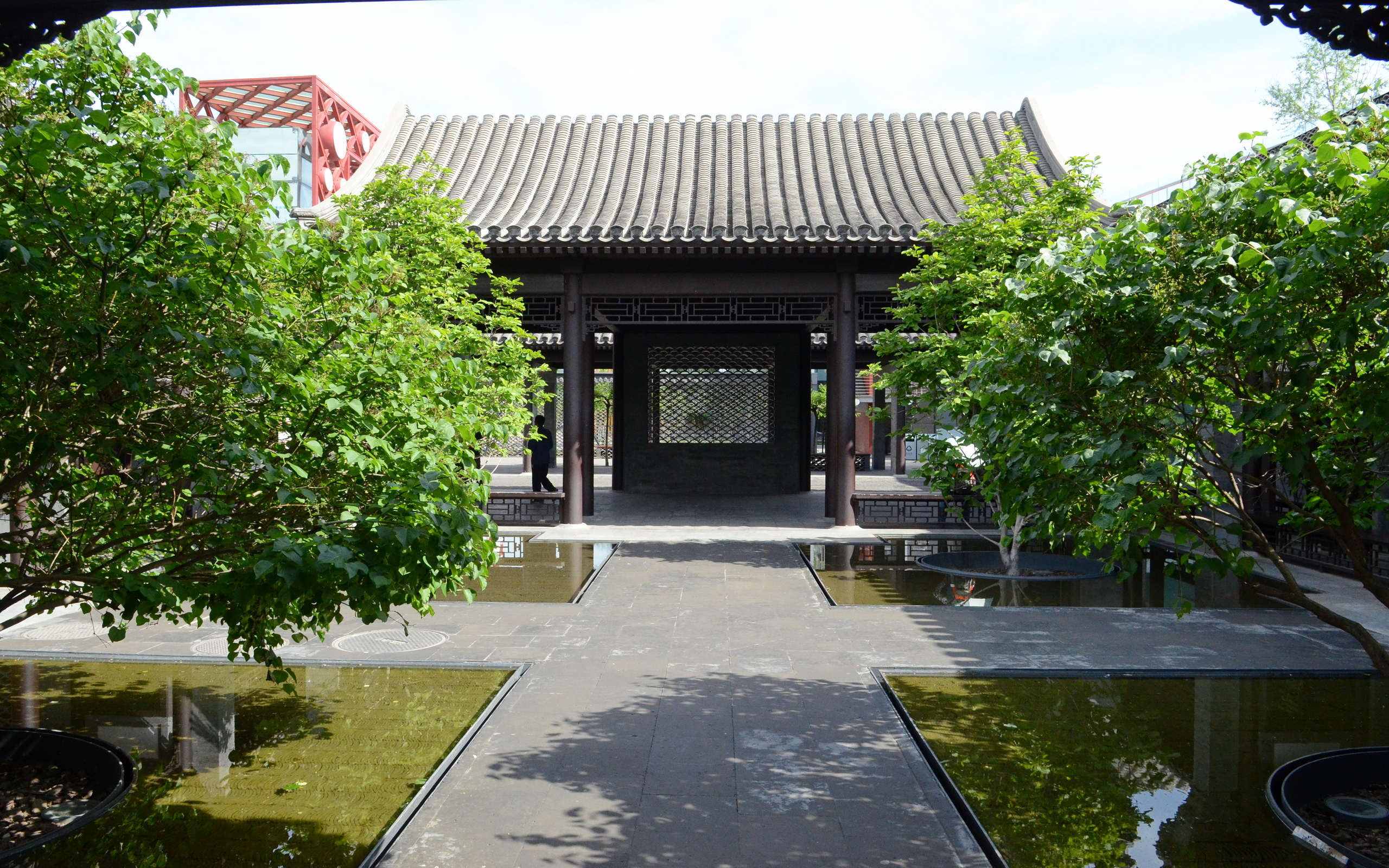
下沉花园1号院“古木花厅”

奥林匹克公园下沉花园位于北京奥林匹克公园中部，为奥林匹克公园地下商业和地铁站对外连接的通道，同时也在大尺度的奥林匹克公园内提供了尺度较小的空间。除了南北两端的阶梯之外，下沉花园上空每隔90米设置的步行桥都与下沉花园有楼梯连接。
景观设计的主题是“开放的紫禁城”，设置了7个不同的院落，每座院落各有不同的主题，在院落局部设置中国元素，以避免大面积使用中式装饰的尴尬。每座院落都请了中国国内的知名建筑师进行设计，由于周边已经限定，更像是对于建筑师的“命题作文”。其中1至4号院位于大屯路南，5至7号院位于大屯路北；中间需要穿过大屯路地下隧道和地面道路之间的空间，因而4号和5号院采用了相同的设计。
院落的主题分别为：
- 1号院“御道宫门”，仿照午门前广场进行设计，设置了“御道”、“宫门”、广场等元素，同时用中式花格遮盖两侧商业体以避免影响。[4]
- 2号院“古木花厅”，截下四合院的片断，辅以植物，缩小游人的尺度感受，体现民居特色。[5]
- 3号院“礼乐重门”，设置两个不同的架子，在架子上分别布满编钟和鼓；鼓面内有灯，可作夜景照明。[6]
- 4、5号院“穿越瀛洲”，由于人流量较大仅设置了红色外墙，更多的设置树木和座椅以满足功能要求。穿过大屯路的空间中部（大屯路中间的隔离带）开天窗以避免压抑感，在大屯路两侧采用相同的设计以确保连续性。[7]
- 6号院“合院谐趣”，由9米的柱网（并不需要支撑而仅仅是限定），用钢作为材料模拟中国传统建筑的屋顶建造方法和院落的围合。[8]
- 7号院“水印长天”，运用古代皇家建筑中广庭的概念，沿着坡道设置类似城的设计；取用了古建筑屋脊上的仙人走兽装饰立柱；同时设置了唐代马球的雕塑。北端出口处（地面高度）设置一个牌楼。[9]